# Fête des Pères
Cette page contient des caractères spéciaux ou non latins. S’ils s’affichent mal (▯, ?, etc.), consultez la page d’aide Unicode.
La fête des Pères  est une fête annuelle célébrée en l'honneur des pères dans de nombreux pays. À cette occasion, les enfants offrent des cadeaux à leur père, des gâteaux, des fleurs ou des objets qu'ils ont confectionnés à l'école ou à la maison. Cette fête est également célébrée par les adultes de tous âges pour honorer leur père.
La date de la fête des Pères varie d'un pays à l'autre, mais la majorité d'entre eux a choisi de la célébrer en juin.

## Histoire

### Origine chrétienne
Dans les pays catholiques, les pères de famille sont célébrés dès le Moyen Âge à la date du 19 mars[réf. nécessaire], jour de la saint Joseph, ce dernier étant le père nourricier de Jésus.
Selon une tradition antique, le culte rendu à ce père adoptif s’est développé dès le Ve siècle dans certains monastères égyptiens où est rédigé l'apocryphe Histoire de Joseph le charpentier et où sa fête est fixée à la date du 20 juillet (il demeure inscrit à ce jour au calendrier copte). Le culte de ce saint se répand aussi autour de la « maison de Joseph » depuis au moins le VIIe siècle. Ce culte décline à la fin du haut Moyen Âge. Sa fête fixée au 19 mars apparaît pour la première fois en l'an 800 dans un martyrologe gallican abrégé de Rheinau, dans lequel il est appelé Ioseph sponsus Mariae (« Joseph époux de Marie »). Le choix de cette date six jours avant la fête de l'Annonciation est probablement dû à une confusion avec le nom d'un martyr d'Antioche nommé Joseph ou Josippe fêté déjà le 19 mars et également une concordance syncrétique avec les Quinquatries, fêtes religieuses en l'honneur de la déesse Minerve. Les siècles suivants, il n'est plus simplement connu comme l'époux de Marie mais comme  père, Nutritor Domini (« Nourricier du Seigneur »). Son culte auquel l'Église associe traditionnellement la fête des pères se développe au XIVe et XVe siècles (notamment sous l'influence des Franciscains devenus les gardiens de la « maison de Joseph » et dont le chapitre général d'Assise adopte en 1399 sa fête du 19 mars) mais peine à s'imposer car Joseph reste « le grand silencieux de l’Évangile ». Le pape Sixte IV introduit la fête du 19 mars au Bréviaire romain en 1479 mais la commémoration de cette fête au Moyen Âge reste cependant exceptionnelle et il faut attendre le décret de 1621 du pape Grégoire XV qui en fait une fête de précepte chômée pour l'Église universelle. La tradition de la fête des pères prend son essor au XIXe siècle lorsque se développe la « recharge sacrale » et la dévotion à saint Joseph : le pape Pie IX fixe au troisième dimanche après Pâques la fête du patronage de saint Joseph et le déclare patron de l'Église universelle (décret Quemadmodum Deus (nl) du 8 décembre 1870) tandis que le pape Pie X transfère cette fête au mercredi précédent sous le titre de solennité de saint Joseph en 1914.
Cette date du 19 mars est conservée depuis dans quelques pays de tradition catholique, notamment le Portugal, l’Espagne, l’Italie et les pays d’Amérique latine ayant subi l’influence hispanique.

### Fête civile
La première fête des pères non religieuse est créée au début du XXe siècle aux États-Unis. Après plusieurs tentatives, c'est la fête instituée le 19 juin 1910 par Sonora Smart Dodd (en) qui connaît un certain succès. L'institutrice, regrettant qu'il n'existe aucun jour dédié aux pères, contrairement à la Fête des mères, a le désir de rendre hommage à son père qui avait élevé seul ses six enfants après la mort de son épouse. Son choix initial était de célébrer cette fête le 5 juin, jour anniversaire de son père. Le pasteur l'avertissant qu'il n'aurait pas le temps de préparer son sermon spécial pour cette occasion, une autre date fut choisie : le troisième dimanche de juin.
Dans les années 1930, Dodd commercialise la fête en proposant d'offrir des cadeaux auprès de vendeurs de vêtements masculins ou de débitants de tabac. En 1972, le président Richard Nixon instaure la Fête des pères comme célébration nationale et en fait un jour férié.
Différentes traditions variables selon les pays se sont développées depuis.

## Traditions internationales

### Allemagne
En Allemagne, on célèbre la fête des pères (Vatertag) d'une façon assez différente,. On la célèbre toujours à l'Ascension (le jeudi, 40 jours après Pâques), qui est un jour férié. Dans certaines régions, on l'appelle Männertag (le jour des hommes), ou Herrentag (le jour des messieurs).

### Argentine
En Argentine, la fête des pères se tient le troisième dimanche de juin ; il y a eu des tentatives pour déplacer la date au 24 août, pour commémorer le jour où le  « père de la nation », José de San Martín, était devenu père.

### Australie
En Australie, on célèbre la fête des pères le premier dimanche de septembre ; il n'y a pas de jour férié.

### Belgique
En Belgique, on célèbre la fête des pères le deuxième dimanche de juin ; il n'y a pas de jour férié.

Dans la province d'Anvers, elle est fêtée le 19 mars.

### Canada
Au Canada, on célèbre la fête des pères le troisième dimanche de juin ; il n'y a pas de jour férié. Cette fête est habituellement soulignée par de petits rassemblements en famille où il est coutume d'offrir un cadeau au père.

### Costa Rica
Au Costa Rica, la date officielle de la Fête des pères est le troisième dimanche de juin.
Le Parti unité sociale-chrétienne a présenté[Quand ?] un projet de loi pour déplacer la fête du troisième dimanche de juin au 19 mars, jour de la Saint Joseph. C'était pour rendre hommage au saint dont la capitale (San José) tire son nom.

### Danemark
Au Danemark, on célèbre la fête des pères le 5 juin. La date coïncide avec la fête annuelle de la Constitution qui est un jour férié.

### El Salvador
Au El Salvador, on célèbre la fête des pères entre le 1er et le 30 juin[réf. nécessaire].

### Estonie
En Estonie, la fête des pères a lieu le deuxième dimanche de novembre[réf. souhaitée].

### États-Unis
Aux États-Unis, on célèbre la fête des pères le troisième dimanche de juin. La première célébration a eu lieu à Spokane, Washington le 19 juin 1910.

### Espagne
La fête des pères en Espagne est célébrée chaque année le 19 mars, fête de San José. À Valence en particulier, elle coïncide avec le Cremà de les Falles en l'honneur de Sant Josep.

### Finlande
En Finlande, la fête des pères a lieu le deuxième dimanche de novembre[réf. souhaitée].

### France
En France, c'est le fabricant de briquets Flaminaire qui a l'idée, le premier en 1949, de créer une fête des pères pour des raisons commerciales. Son directeur, Marcel Quercia, pour aider au lancement de son briquet au gaz dans l'hexagone, lance la fête des pères en 1950, le troisième dimanche de juin, sur le modèle américain, avec le slogan « Nos papas nous l'ont dit, pour la fête des pères, ils désirent tous un Flaminaire ». En 1952 est créé un comité national de la fête des pères, pour instaurer un prix récompensant les pères les plus méritants (les candidats étaient à l'origine désignés par les services sociaux des mairies). La fête des pères fait désormais écho à la fête des mères, officialisée en France en 1950.

### Grèce

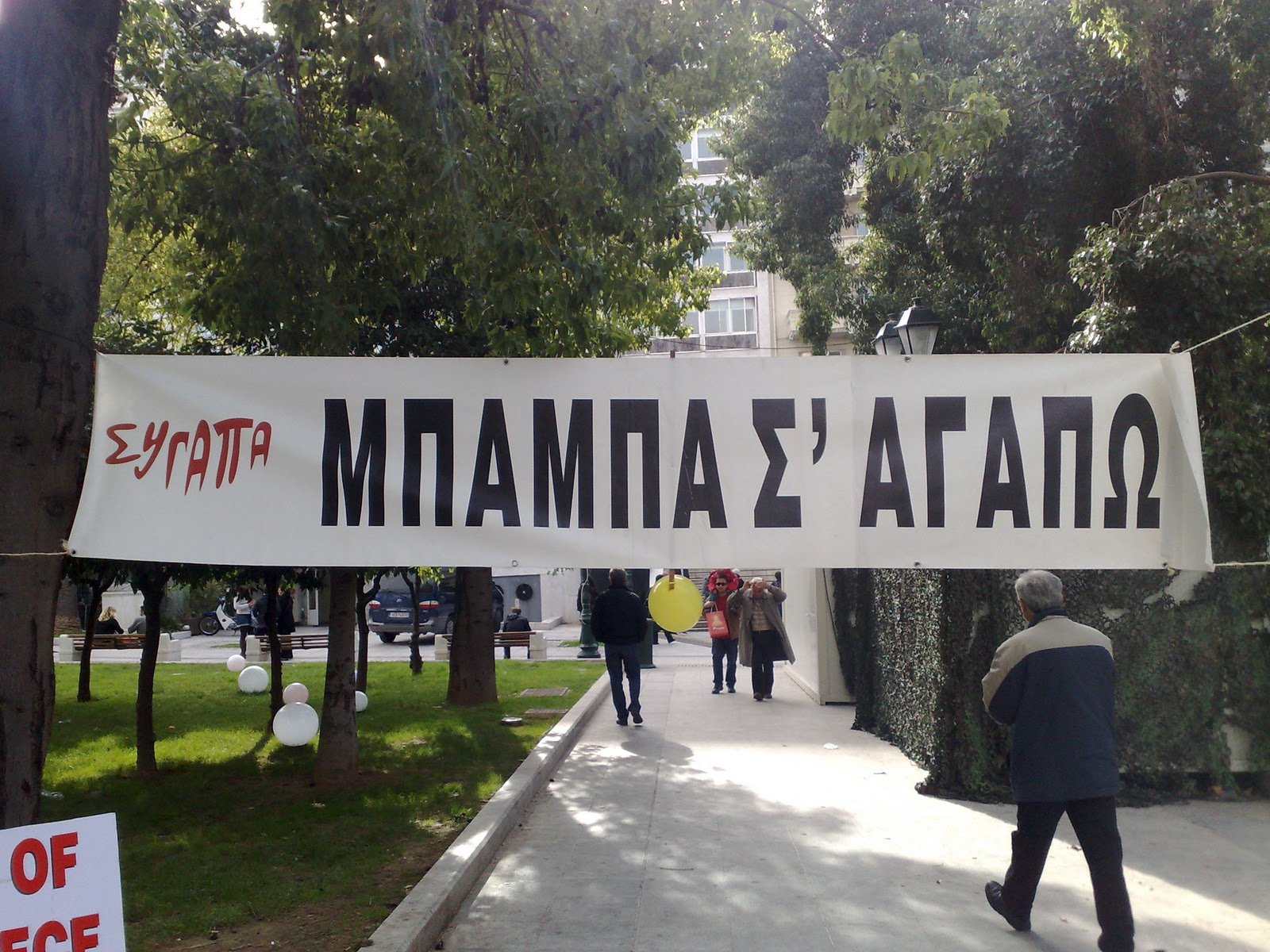
Manifestation des membres de l'association SYGAPA à Athènes en 2004.

En Grèce, l'idée est venue de l'association SYGAPA (pères divorcés) et de son fondateur et Président, Dr Nicolas Spitalas en 2004 afin d'introduire le rôle du père dans la société et les écoles. Suivant l’exemple français, elle a lieu le troisième dimanche du mois de juin. Leur slogan est : « J'aime mon papa, égalité parentale ». Cette date est devenue officielle en Grèce en 2010 et elle est ajoutée dans le calendrier grâce à l'activisme des membres de SYGAPA INTERNATIONAL.

### Islande
En Islande, la fête des pères a lieu le deuxième dimanche de novembre[réf. souhaitée].

### Italie
En Italie, la fête des pères est célébrée le 19 mars, jour de la Saint Joseph, époux de la Bienheureuse Vierge Marie, symbole d'humilité et de dévouement.
Les premiers à la célébrer furent les moines bénédictins en 1030, suivis des Servites de Marie en 1324 et des Franciscains en 1399. Elle fut ensuite promue par les interventions des papes Sixte IV et Pie V, et étendue à toute l'Église en 1621 par Grégoire XV. Jusqu'en 1976, le jour où l'Église célèbre Saint Joseph était considéré comme un jour férié en Italie également à des fins civiles, mais cela a été éliminé avec la loi numéro  54 du 5 mars 1977, alors que dans le canton du Tessin, dans d'autres cantons de Suisse et dans certaines provinces d'Espagne, ce jour est un jour férié.
En 2008, des projets de loi ont été présentés pour la restauration des jours fériés supprimés à des fins civiles : San Giuseppe, Ascensione, Corpus Domini, Santi Pietro e Paolo et Lundi de Pentecôte.
Saint Joseph, archétype du père, dans la tradition populaire protège aussi les orphelins, les jeunes femmes célibataires et les plus infortunés. Conformément à cela, dans certaines régions de Sicile, le 19 mars, il est de tradition d'inviter les pauvres à déjeuner. Dans d'autres régions, la fête coïncide avec la fête de fin d'hiver : comme rites propitiatoires, les champs incultes sont brûlés et des feux de joie sont allumés sur les places pour être surmontés d'un bond.

### Japon
Au Japon, la fête des pères a lieu le troisième dimanche de juin ; ce n'est pas un jour férié.

### Kenya
Au Kenya, la fête des pères a lieu le troisième dimanche de juin ; ce n'est pas un jour férié.

### Maroc
Au Maroc, la fête des pères a lieu le troisième dimanche de juin ; ce n'est pas un jour férié 

### Norvège
En Norvège, la fête des pères a lieu le deuxième dimanche de novembre[réf. souhaitée].

### Nouvelle-Zélande
En Nouvelle-Zélande, on célèbre la fête des pères le premier dimanche de septembre ; il n'y a pas de jour férié.

### Philippines
Aux Philippines, la fête des pères n'est pas un jour férié, mais beaucoup de gens la fêtent le troisième dimanche de juin. La plupart des Philippins nés pendant les années 1960 et les années 1970 n'ont pas célébré la fête des pères ; c'est un phénomène plus récent, sous l'influence des États-Unis.

### Roumanie
Depuis 2010, en Roumanie, la fête des pères a lieu le deuxième dimanche de mai ; la fête est reconnue officiellement par l'État.

### Royaume-Uni
Au Royaume-Uni, on célèbre la fête des pères le troisième dimanche de juin.

### Seychelles
Aux Seychelles, on célèbre la fête des pères le 16 juin ; ce n'est pas un jour férié.

### Singapour
À Singapour, on célèbre la fête des pères le troisième dimanche de juin ; ce n'est pas un jour férié.

### Suède
En Suède, la fête des pères a lieu le deuxième dimanche de novembre[réf. souhaitée].

### Suisse
En Suisse, la fête des pères a été introduite en 2007. Elle est encore très peu connue et représente l'encouragement et l'engagement des pères ; ce n'est pas un jour férié. Le canton du Tessin constitue une exception: la fête des pères y est célébrée le 19 mars (jour de la saint Joseph) depuis plusieurs décennies. Il s’agit d'un jour férié.

### Taïwan
À Taïwan, la fête des pères n'est pas un jour férié, mais beaucoup de gens la célèbrent le 8 août, le huitième jour du huitième mois. En mandarin, la prononciation du numéro 8 est bā. Cette prononciation ressemble à celle du caractère « 爸 » « bà », qui veut dire « Papa » ou « père ». Donc, les Taïwanais sont habitués à appeler le 8 août par son sobriquet, le « Jour de Bābā » (爸爸節).

### Thaïlande
En Thaïlande, on célèbre la fête des pères à l'anniversaire du roi. Le roi Bhumibol Adulyadej (Rama IX), est né le 5 décembre 1927 : jusqu'en 2016, année de son décès, la fête des pères était fêtée ce jour ; depuis 2017, à la suite de l'accession de son fils Rama X, né le 28 juillet 1952, la fête des pères est fêtée le 28 juillet. Les Thaïlandais célèbrent la fête en donnant au père ou au grand-père une fleur de canna (Dok put ta ruk sa), considérée comme fleur masculine. On porte des vêtements jaunes pour rendre hommage au roi.

### Tradition de l'Église catholique romaine
C'est une tradition de l'Église catholique romaine de fêter les pères le 19 mars, la fête de Saint Joseph. Il est aussi fréquent chez les catholiques d'honorer leur « père spirituel », le prêtre de leur paroisse, à la Fête des pères.

### Tradition hindouiste
Dans les pays hindouistes, on célèbre la fête des pères le jour de la nouvelle lune (Amavasya), vers la fin août ou le début septembre. C'est fréquent dans les pays avec une majorité hindoue, comme l'Inde ou le Népal.

## Dates
| Jour                                                 | Pays (nom local et motif) |
| ---------------------------------------------------- | --- |
| 6 janvier                                            | Serbie (Paterice) |
| 23 février                                           | Russie (День защитника Отечества c'est-à-dire Jour du défenseur de la patrie) |
| 19 mars                                              | Andorre (Dia del Pare), Belgique (province d'Anvers), Bolivie, Espagne (Día del Padre, Dia del Pare, Día do Pai), Honduras, Italie (Festa del Papà), Liechtenstein, Portugal (Dia do Pai) (correspond à la Saint Joseph), Suisse - Canton du Tessin (Festa del Papà).                                                                                        |
| 7 mai                                                | Kazakhstan |
| 8 mai                                                | Corée du Sud (어버이날 = littéralement : fête des parents, car les Coréens célèbrent les deux parents le même jour) |
| Deuxième dimanche de mai                             | Roumanie (Ziua Tatălui) |
| Troisième dimanche de mai                            | Tonga |
| Jeudi de l'Ascension                                 | Allemagne |
| Premier dimanche de juin                             | Lituanie, Suisse |
| 5 juin                                               | Danemark (également Fête de la Constitution) |
| Deuxième dimanche de juin                            | Autriche, Belgique |
| 17 juin                                              | Guatemala, Salvador |
| Troisième dimanche de juin                           | Afrique du Sud, Algérie, Argentine, Cameroun, Canada, Chili, Chine, Colombie, Côte d'Ivoire, Cuba, États-Unis, Équateur, France, Grèce, Hong Kong, Maurice, Inde, Irlande, Japon, Kenya, Madagascar, Malaisie, Mali, Malte, Maroc, Mexique, Paraguay, Pays-Bas, Pérou, Philippines, Royaume-Uni, Sénégal, Singapour, Slovaquie, Tunisie, Turquie, Venezuela. |
| Dernier dimanche de juin                             | Haïti |
| 21 juin                                              | Égypte, Jordanie, Liban, Ouganda, Syrie |
| 23 juin                                              | Nicaragua, Pologne |
| Deuxième dimanche de juillet                         | Uruguay |
| Dernier (généralement quatrième) dimanche de juillet | République dominicaine |
| 8 août                                               | Taïwan (en raison de l'homophonie entre « 8/8 » et « papa ») |
| Deuxième dimanche d'août                             | Brésil |
| 23 août                                              | Népal |
| Premier dimanche de septembre                        | Australie, Fidji, Nouvelle-Zélande, Papouasie-Nouvelle-Guinée |
| Troisième dimanche de septembre                      | Ukraine |
| Premier dimanche d'octobre                           | Luxembourg |
| Deuxième dimanche de novembre                        | Estonie, Finlande, Islande, Norvège, Suède |
| 5 décembre                                           | Thaïlande (anniversaire du roi Bhumibol Adulyadej (5 décembre 1927 - 13 octobre 2016) |
| 26 décembre                                          | Bulgarie |